# Albericus variegatus
Albericus variegatus és una espècie de granota que viu a Indonèsia.